# Schrozberg
Schrozberg település Németországban, azon belül Baden-Württembergben. Lakosainak száma 5947 fő (2023. december 31.). Schrozberg Blaufelden, Mulfingen, Rothenburg ob der Tauber, Niederstetten és Creglingen községekkel határos.

## Népesség
A település népessége az elmúlt években az alábbi módon változott:
| Lakosok száma | 5470 | 5784 | 5571 | 5403 | 5266 | 6160 | 6258 | 6019 | 5675 | 5947 |
|               | 1961 | 1967 | 1974 | 1980 | 1987 | 1993 | 2000 | 2006 | 2013 | 2023 |